# Marc Vermont
Marc Vermont (28 september 1952) is een Belgische politicus. Hij was burgemeester van Moorslede.

## Biografie
Vermont woont in deelgemeente Dadizele. Hij werkte bij het ACW maar nam loopbaanonderbreking om voltijds schepen te zijn.
Vermont was verschillende jaren gemeenteraadslid voor de lijst van burgemeester Walter Ghekiere. In 2001 werd hij schepen. Hij bleef schepen voor lijst Groep A na de verkiezingen van 2007 met de bedoeling tijdens de bestuursperiode burgemeester Ghekiere op te volgen. In 2010 stopte Ghekiere na 33 jaar burgemeesterschap en werd Marc Vermont burgemeester.